# Burnside Skatepark

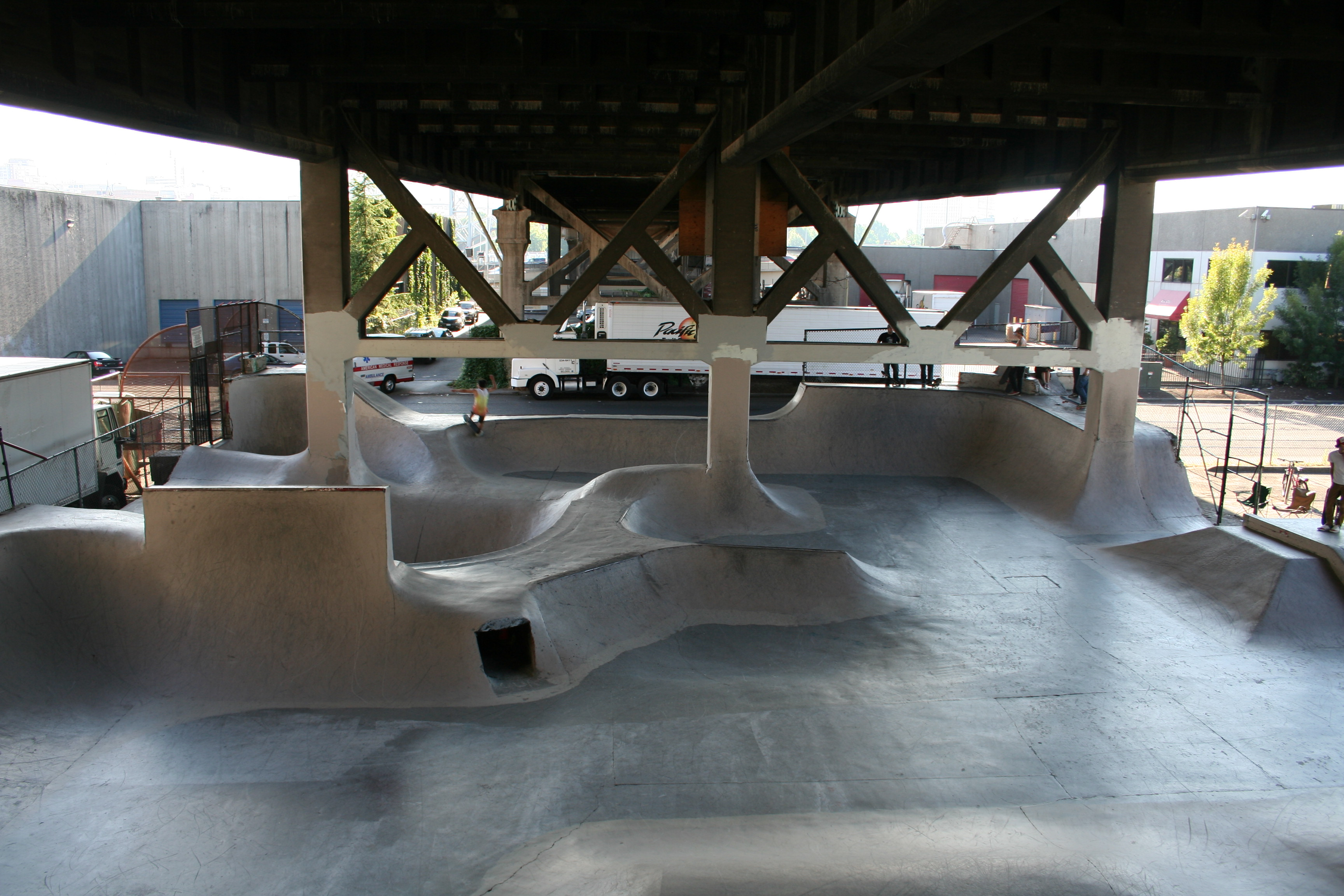
Burnside

Der Burnside Skatepark ist ein Skatepark in Portland, Oregon. Er wurde ursprünglich ohne Genehmigung der Stadt im Jahr 1990 von Skateboardern gebaut, ist mittlerweile jedoch als öffentlicher Skatepark anerkannt. Der öffentliche Skatepark liegt unter dem östlichen Ende der Burnside Bridge und hat daher auch seinen Namen.

## Auftritte in Medien
Der Burnside Skatepark taucht als spielbarer Level in den Videospielen Tony Hawk’s Skateboarding, Tony Hawk’s Pro Skater 3 und Grind Session auf. Außerdem war er Drehkulisse für die Filme Free Willy und Paranoid Park.